# Ivan Freitas da Costa
Ivan Freitas da Costa (São Paulo, 1972) é um escritor, colecionador de quadrinhos, curador, executivo de marketing, sócio-fundador da Chiaroscuro Studios, organizador da Comic Con Experience e ganhador do Prêmio Angelo Agostini.

## Biografia
Ivan é formado em Publicidade e Propaganda pela FAAP (1995) e cursou MBA em Marketing na FEA/USP (2002). Ao se formar seguiu carreira como executivo de marketing, atuando em empresas como Banco Real, Sé Supermercados, Ericsson, Insper, FAAP e FIAP.
Em 2005 participou da Bienal de Quadrinhos expondo alguns itens de sua coleção, e então em 2007 o Festival Internacional de Quadrinhos (FIQ) entrou em contato com o Ivan solicitando auxílio para contato com quadrinistas internacionais.
Ivan foi curador do Festival Internacional de Quadrinhos (FIQ) de Belo Horizonte, sendo responsável pelas exposições "Batman 70 Anos" (2009), "Criando Quadrinhos" (2011) e "Ícones dos Quadrinhos" (2013), todas premiadas na categoria 'Melhor Exposição' do Troféu HQ Mix.
Junto com Joe Prado, Ivan é sócio-fundador agência de artistas Chiaroscuro Studios. Juntamente com aPiziitoys e Omelete, a Chiaroscuro Studios organiza desde 2014 a Comic Con Experience (CCXP).
Em 2017 e 2019, Ivan ganhou o Troféu Jayme Cortez, categoria do Prêmio Angelo Agostini destinada a pessoas que fizeram grandes contribuições para os quadrinhos brasileiros.
Ainda em 2017, foi novamente curador de uma exposição: "A Era Heroica - O Universo DC Comics por Ivan Reis", no Memorial da América Latina, que exibia o trabalho do desenhista Ivan Reis na DC Comics.

## Livros
- FREITAS DA COSTA, Ivan (2013). Ícones dos Quadrinhos. Brasil: Mino. ISBN 978-8591599509 [12]
- FREITAS DA COSTA, Ivan (2004). Marketing Cultural: O patrocínio de atividades culturais como ferramenta de construção de marca. São Paulo: Atlas. ISBN 978-8522438143

## Prêmios e Homenagens
| Ano  | Obra                  | Categoria           | Premiação                   |
| ---- | --------------------- | ------------------- | --------------------------- |
| 2019 | Quadrinhos            | Troféu Jayme Cortez | 35.º Prêmio Angelo Agostini |
| 2017 | -                     | Troféu Jayme Cortez | 33.º Prêmio Angelo Agostini |
| 2014 | Ícones dos Quadrinhos | Exposição           | 26.º Troféu HQ Mix          |
| 2012 | Criando Quadrinhos    | Exposição           | 24.º Troféu HQ Mix          |
| 2010 | Batman 70 Anos        | Exposição           | 22.º Troféu HQ Mix          |